# Zeta1 Coronae Borealis
Zeta1 Coronae Borealis (ζ1 Coronae Borealis, förkortat Zeta1 CrB, ζ1 CrB) som är stjärnans Bayerbeteckning, är en dubbel stjärna belägen i den nordvästra delen av stjärnbilden Norra kronan. Den har en skenbar magnitud på 4,99 och är synlig för blotta ögat där ljusföroreningar ej förekommer.

## Egenskaper
Zeta1 Coronae Borealis är en blå till vit stjärna i huvudserien av spektralklass B6 V. Den har en massa som är ca 4,1 gånger större än solens massa.
Zeta1 Coronae Borealis utgör tillsammans med Zeta2 Coronae Boralis en dubbel stjärna separerad med 6 bågsekunder.